# Loddby massafabrik
| Namn           | Årtal     |
| -------------- | --------- |
| Oscar Gillberg | 1908–1942 |
| Otto Andersén  | 1942–1962 |
| P.O. Jonsson   | 1962–1974 |
| Berndt Utter   | 1974–1977 |

Loddby massafabrik var en fabrik för tillverkning av sulfitmassa utanför Norrköping. I mars 1897 beslutade Holmens Bruks och Fabriks AB vid en bolagsstämma att anlägga en fabrik för tillverkning av sulfitmassa. Loddby i Kvillinge socken norr om Norrköping valdes på grund av läget vid hamninloppet till Norrköping och tillgången till sötvatten genom Pjältån. I december samma år skedde byggstarten och  1899 inleddes driften. Genom flera tillbyggnader ökade produktionen i ständig takt, 1972 uppgick den till 41 340 ton sulfitmassa.
Under fabrikstiden satsade Holmen Bruk på trivselhöjande åtgärder och hjälpte till med bildandet av ett fotbollslag, blåsorkester mm. Den 19 februari 1977 stängde fabriken och de flesta av industribyggnaderna är rivna, men de arbetarbostäder för 300 personer som uppfördes samtidigt med fabriken finns kvar och består av låga, faluröda villor från början av 1900-talet.